# Ciliosculum
Ciliosculum — монотиповий рід грибів родини Hyaloscyphaceae. Назва вперше опублікована 1941 року.

## Класифікація
До роду Ciliosculum відносять 1 вид:
- Ciliosculum invisibile.

## Поширення та середовище існування
Знайдений на Populus tremula в Німеччині.